# Deksel

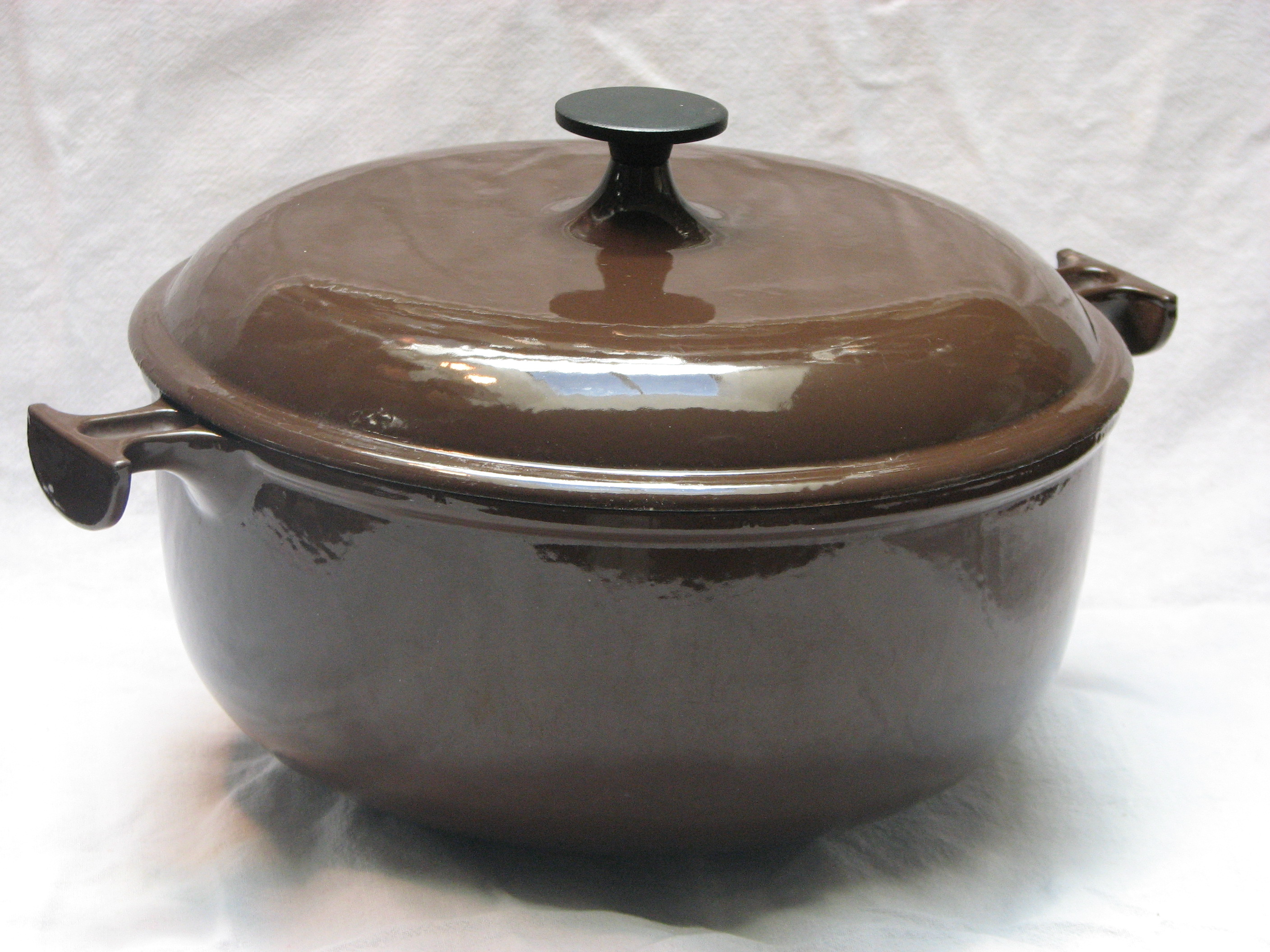
Pan met deksel

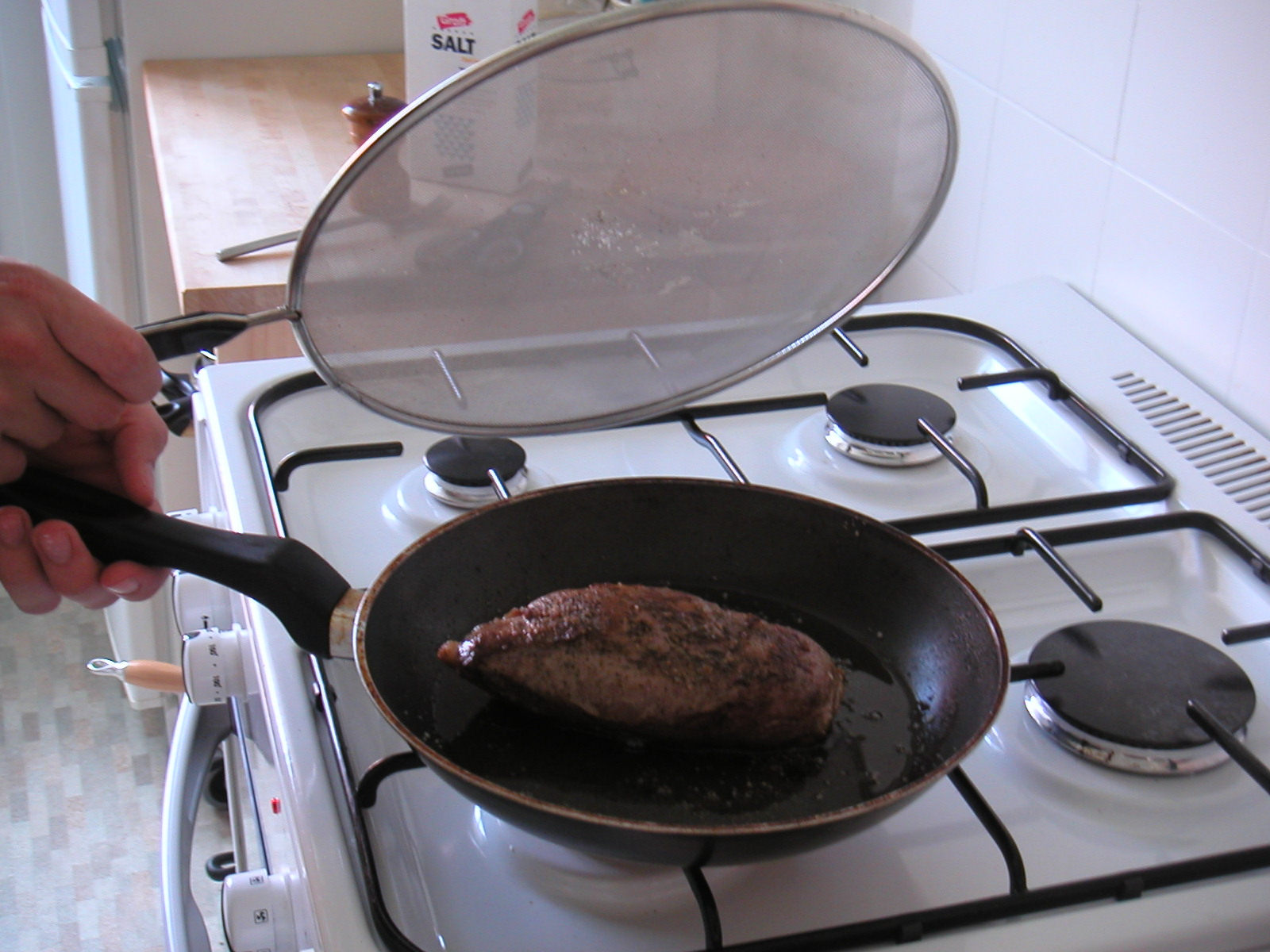
(Anti-)Spatdeksel

Een deksel is een object, bedoeld om een hol voorwerp (bijvoorbeeld een put, vat of ton, voorraadpot of een kook- of braadpan) af te sluiten. Een deksel kan vele vormen hebben, afhankelijk van hetgeen het afdekt. Dek betekent letterlijk "iets dat ergens overheen is gelegd", dekken is een ander woord voor "overheen leggen". Het woord is verwant met dak.

## Gebruik
Een deksel kan gebruikt worden om te voorkomen dat de inhoud van een voorraadbus of -pot (drank, voedsel, chemicaliën en dergelijke) wordt blootgesteld aan stoffen die de inhoud op ongewenste wijze kunnen veranderen.
Dit bedekken geschiedt doorgaans om negatieve invloeden te weren, zoals bederf veroorzakende bacteriën bij voedsel. Zo blijft het voedselproduct vers en het gaat langer mee. Te denken valt ook aan zuurstof, dat bederf van voedsel in gang kan zetten, of waterdamp, die ervoor kan zorgen dat bepaalde chemische stoffen kunnen exploderen. 
Anderzijds kan een deksel juist voorkomen dat gassen uit het voorwerp ontsnappen (zoals het koolzuur uit frisdrank). Een deksel kan tevens dienen als ontluchtingsklep, indien het deksel in staat is om opgetild te worden zodra de druk in het bedekte voorwerp te hoog wordt. Soms is in een deksel ook een klein gaatje aangebracht, zodat drukverschillen tussen inhoud en omgeving worden geëlimineerd. Een antispatdeksel (in de volksmond afgekort tot "spatdeksel") bedekt een koekenpan wel, maar bevat ook gaten waardoor wel damp maar geen spetters van bijvoorbeeld hete olie kunnen ontsnappen. Daarmee blijft ook een fornuis schoner.

## Andere betekenissen
Het woord deksel wordt ook wel gebruikt in de betekenis van "kleding", en in die van "bedbedekking". Deze betekenissen zijn minder wijdverbreid. Wanneer het woord als tussenwerpsel gebruikt wordt, fungeert het als eufemisme voor "duivel" of "bliksem". Het meervoud "deksels" wordt doorgaans gezien als eufemisme voor "drommels".

## Uitdrukkingen
- Op ieder potje past een deksel betekent "voor ieder valt wel een partner te vinden", of ook "voor ieder probleem is er wel een oplossing".
- De variant Geen potje zo scheef, of er past wel een deksel op heeft dezelfde betekenissen.
- Iemand die te diep in de kan kijkt, krijgt het deksel op zijn neus betekent "te veel vragen en daardoor juist niets krijgen".
- Al het deksel (betek. 2) naar zich trekken betekent "alle voordeel naar zich toe halen".